# شب (فیلم ۲۰۲۰)
شب (انگلیسی: Notturno) یک فیلم مستند به کارگردانی جانفرانکو رزی است. این فیلم برای اولین بار در بخش اصلی هفتاد و هفتمین دوره جشنواره بین‌المللی فیلم ونیز به نمایش درآمد.